# EU-Finalitätsdebatte
In der EU-Finalitätsdebatte geht es um das anzustrebende Endziel (Finalität) der Europäischen Union (EU). Die beiden Pole, zwischen denen die Entwicklungsvorhaben und Reformanstrengungen in der Geschichte der Europäischen Union stets zu verorten waren, sind einerseits eine politische Union mit bundesstaatlicher Verfassung, wie sie von Winston Churchill bereits mit den Vereinigten Staaten von Europa ins Gespräch gebracht und von der Union der Europäischen Föderalisten aufgegriffen wurde, andererseits ein die Souveränität der Mitgliedsstaaten möglichst wenig beeinträchtigender Staatenbund, ein Europa der Vaterländer, wie es speziell von Charles de Gaulle propagiert wurde.
Bis 2005 war die Tendenz zu fortschreitender europäischer Integration vorherrschend. In diesem Jahr gab es Plebiszite zu einer Verfassung für Europa, die in Frankreich und in den Niederlanden scheiterten. Auch zuvor hatten mehrere Mitgliedsstaaten trotz Erfüllung der EU-Konvergenzkriterien von der Einführung des Euro Abstand genommen. Infolge der Finanzkrise ab 2007, die die Eurokrise zur Folge hatte, und der Flüchtlingskrise in Europa 2015/16 haben desintegrative Spannungen und EU-Skepsis in vielen Mitgliedsstaaten der Europäischen Union zugenommen. Am deutlichsten zeigte sich im Brexit-Referendum von 2016 die Tendenz zur Wiederbetonung nationaler Souveränitätsansprüche. Davon ist seither auch die EU-Finalitätsdebatte stark beeinflusst.

## Erweiterung und Vertiefung der Union als doppelte Herausforderung
Weitere Facetten in den Zielbestimmungen der Europäischen Union haben sich bereits aus der EU-Osterweiterung ergeben, zum einen seitens der beigetretenen neuen Mitgliedsstaaten selbst, die ihre erst nach der Auflösung des Ostblocks wiedererlangte nationalstaatliche Souveränität teilweise stark ins Spiel bringen; zum anderen in Form wachsender EU-Skepsis von Teilen der westeuropäischen Bevölkerung, die zum Beispiel wegen der großräumig erweiterten Arbeitnehmer-Freizügigkeit innerhalb des europäischen Binnenmarkts um den eigenen Arbeitsplatz, das Lohnniveau und ihren Lebensstandard besorgt sind.
Die aus der ursprünglichen Wirtschaftsgemeinschaft in der letzten Dekade des 20. Jahrhunderts hervorgegangene Europäische Union war in ihrer Zusammensetzung auch nach der Erweiterung von 1995 um Österreich, Schweden und Finnland auf 15 Mitglieder noch immer ein von den westlichen marktwirtschaftlichen und demokratischen Prinzipien geprägter Staatenverbund, der sich aber im Sinne der europäischen Einigung seit dem Ende des Ost-West-Konflikts auch für die bis dahin planwirtschaftlich organisierten und von kommunistischen Staatsparteien beherrschten  mittel- und osteuropäischen Staaten zu öffnen bereit war. Von diesen Beitrittskandidaten waren aber bis 2004 viel einschneidendere Anpassungsleistungen zu erbringen, als das bei früheren Erweiterungen der Fall gewesen war.
Philipp Ther sieht die Umstellungsphase der osteuropäischen Volkswirtschaften wesentlich von neoliberalen Prinzipien und speziell vom Washington Consensus geprägt. An dessen Anfang stehe eine Phase fiskalischer Stabilisierung mittels Spar- und Austeritätspolitik, an die sich Liberalisierung, Privatisierung und Deregulierung anschlössen, getreu dem Modell der unbeschränkten, freien Marktwirtschaft im Sinne Milton Friedmans. „Das westeuropäische Modell eines sozialstaatlich eingehegten Kapitalismus“, so Ther, „war für die postkommunistischen Länder viel zu teuer.“ Gesine Schwan beklagt, dass im Zuge der Globalisierung soziale Ungleichheit als Wettbewerbsstimulanz aufgefasst und vermittelt worden sei: „Einer der wesentlichen Grundpfeiler der Integration, nämlich auch den sozialen Zusammenhalt unter den Staaten und Gesellschaften Europas zu fördern, geriet im Europadiskurs klar ins Hintertreffen.“
Die Osterweiterung kam demnach unter anderen Voraussetzungen zustande als die früheren Beitritte. Als Beitrittsvoraussetzung, mit der die Gemeinschaftstauglichkeit neuer EU-Mitglieder und eine relative Homogenität der Staatengemeinschaft gewährleistet werden sollten, fungierten – wie schon bei der Erweiterung 1995 – die Kopenhagener Kriterien von 1993. Diese kamen aber bei der Osterweiterung nicht durchweg mit letzter Konsequenz zum Tragen. Edmund Stoiber nennt dafür politische Gründe, vor allem auf Seiten der deutschen Bundesregierung: „Im normalen Verfahren, unter Anwendung der Kopenhagener Kriterien, hätte das noch etwas gedauert. Aber man hat das beiseite gelegt und ist über Unebenheiten hinweggegangen.“ Von der ursprünglichen Leitlinie der Mitgliedsstaaten, die „Vertiefung vor Erweiterung“ vorgesehen habe, so Jürgen Rüttgers, sei man unter dem Druck der weltpolitischen Ereignisse von 1989/90 stattdessen zur „Erweiterung vor Vertiefung“ gelangt. Mit dem 2005 gescheiterten Verfassungsvertrag erlitt das Vertiefungsziel darüber hinaus einen deutlichen Rückschlag.
Mit der Vergrößerung der Zahl der Mitglieder (zuerst bereits durch Beitritt der EFTA-Staaten 1972/73, dann verstärkt durch die Osterweiterung) bei gleichzeitigem Einstimmigkeitsprinzip bzw. hohem Zustimmungsquorum zu EU-Beschlüssen wurde die transgouvermentale Kooperation (z. B. Deutschland-Frankreich, Polen-Ungarn) zu einer möglichen und attraktiven Alternative zur Durchsetzung von Interessen. Zugleich konnte die Finalitätsdiskussion je nach integrationspolitischen Bedürfnissen immer wieder aufgeschoben oder neu initiiert werden. Zunehmend als Problem erwies sich auch die faktische Vertiefung der Integration durch Erlass immer neuer rechtlicher Bestimmungen ohne abschließende Klarheit über die europäische Finalität.
Die Politik scheue die Finalitätsdiskussion, heißt es bei Dieter Grimm: „Wie soll das Verhältnis von Einheit und Vielfalt aussehen, wie dasjenige von Exklusion und Inklusion, wie das von Markt und Sozialstaatlichkeit? Je nach Antwort auf diese Fragen wird sich die Problemlösung unterscheiden.“ Auf Forderungen nach prinzipieller Klarheit reagiere man in der Politik mit Vertröstungen dergestalt, dass die Fragen erörtert würden, wenn sie zur Entscheidung anstünden. „Der Verweis auf die Zukunft hindert die Politik allerdings nicht daran, unter Ausblendung der Zielfrage heute Entscheidungen zu treffen, die morgen Folgezwänge entfalten und die Antwort auf die Zielfrage präjudizieren. Treten die Folgezwänge zutage, ist es für eine Diskussion der Zielfrage gewöhnlich zu spät.“

## Modelle zur Differenzierung von Integrationsfortschritten
Die unterschiedliche Bereitschaft der einzelnen Mitgliedsstaaten, zusätzliche supranationale Integrationsschritte auf EU-Ebene mitzugehen, hat Anlass zu Initiativen und Vorstößen gegeben, mit denen es einem Teil der Unionsmitglieder („Kerneuropa“) ermöglicht wurde bzw. wird, über den für alle Mitgliedsstaaten verbindlichen gemeinschaftlichen Besitzstand hinaus mit Formen der verstärkten Zusammenarbeit und der vertieften Integration voranzugehen. Anwendungsbeispiele dafür sind unter anderen der Schengen-Raum und die Eurozone.
Für Elmar Brok ist dabei klar: „Nur indem wir unsere nationalen Souveränitäten verbinden, haben wir Europäer in der heutigen Welt überhaupt die Chance, Souveränität zurückzugewinnen und zu erhalten. Nur gemeinsam können die Länder Europas in unserer globalisierten Welt bestehen; die EU bietet hierfür das beste Zukunftsmodell. Nationale Interessen und EU-Interessen schließen sich dabei nicht etwa aus, sondern sie ergänzen sich. Dies gilt erst recht im weltweiten Maßstab und unter den Gesichtspunkten einer langfristigen Perspektive für unseren Kontinent.“ Heute werde ein Europa gebraucht, das den Menschen vermittle, dass Herausforderungen der Gegenwart wie innere und äußere Sicherheit, Terror, Globalisierung und Klimawandel nur gemeinsam beantwortet werden könnten. „Es ist jetzt an der Zeit, die EU zu einer res publica im Sinne der eigentlichen Bedeutung dieses Begriffes zu machen – zu einer öffentlichen Sache, und zwar unter starker Einbindung der europäischen Bevölkerung.“

## Polarisierende Wirkung von Finanz- und Eurokrise
Die unterschiedlichen Auswirkungen der Finanzkrise ab 2007 und der nachfolgenden Eurokrise in den Ländern der Europäischen Union sowie teils konträre Vorstellungen zur Krisenbewältigung sind zu Belastungsproben des Verhältnisses der EU-Mitgliedsstaaten untereinander geworden. Selbst unter dem Euro-Rettungsschirm haben die südeuropäischen Länder Griechenland, Portugal, Spanien und Italien nach 2009 noch weitere Rückgänge der Beschäftigungsquoten verzeichnet, weil sie – vor allem im Gegensatz zu Deutschland – vergleichsweise kleine Exportsektoren haben. Das auf Deutschland zugeschnittene Euro-Regime, so Fritz W. Scharpf, passe dort nicht. „Die ökonomische Wirkung der im derzeitigen Euroregime durchgesetzten Kombination von fiskalischer Austerität und Lohndämpfung ist also hochgradig asymmetrisch. Sie spaltet die Eurozone in eine Gruppe exportstarker und vom real unterbewerteten Wechselkurs begünstigter »Nordländer« und eine Gruppe von »Südländern«, deren von der Binnennachfrage abhängige Wirtschaft nicht expandieren kann und von jeder künftigen Rezession noch tiefer in die Krise getrieben wird.“
Stattdessen schlägt Scharpf vor, Mitgliedsstaaten auf freiwilliger Basis den Austritt aus der Eurozone bei gleichzeitiger Beibehaltung der EU-Mitgliedschaft möglich zu machen und ihre danach einzuführenden eigenen Währungen nach dem Vorbild des 1999 geschaffenen Wechselkursmechanismus II ins Verhältnis zum Euro zu setzen. Solche Länder gehörten dann zwar nicht mehr der Währungsunion, wohl aber einem europäischen Währungsverbund an. Ein derartiger Währungsverbund mindere den europäischen Einfluss auf internationaler Ebene nicht.

## Im Spannungsfeld von Flüchtlingskrise und Brexit-Referendum
Weitere schwerwiegende Spannungen innerhalb der Europäischen Union ergaben sich seit 2015 aus einem anschwellenden Zustrom von Flüchtlingen unterschiedlicher Herkünfte und Motive, die über die südlichen und südöstlichen EU-Außengrenzen einwanderten und um humanitären Schutz nachsuchten. Denn dabei zeigten die EU-Mitgliedsstaaten sehr unterschiedliche Bereitschaft, sich an der Aufnahme von Flüchtlingen im Sinne einer Gemeinschaftsaufgabe zu beteiligen.
Nach einer nur mit dem österreichischen Bundeskanzler Werner Faymann abgestimmten Entscheidung der deutschen Bundeskanzlerin Angela Merkel Anfang September 2015, den von Ungarn abgewiesenen Flüchtlingen auf der Balkanroute unter Aussetzung der Dublin III-Regelung die Einreise nach Österreich und Deutschland in der gegebenen humanitären Notlage zu ermöglichen, gelang es nicht, eine Quotenregelung zur Verteilung von 160.000 schutzbedürftigen  Flüchtlingen in den Mitgliedsstaaten zur Geltung zu bringen. Gegen Polen, Ungarn und Tschechien klagt die EU-Kommission vor dem  Europäischen Gerichtshof wegen der Weigerung, einen Beschluss der EU-Innenminister zur verbindlichen Aufnahme von Flüchtlingen umzusetzen.
Auch für die Brexit-Befürworter in Großbritannien, das seine Aufnahmequote für Flüchtlinge 2016 nur zu 20 Prozent erfüllte, waren die Perspektiven in der Migrationsfrage aus der Sicht von Dominik Geppert  im Zuge des EU-Referendums hoch bedeutsam. David Cameron habe in den Wahlkämpfen 2010 und 2015 ausdrücklich versprochen, die jährliche Zuwanderung vom sechsstelligen in den fünfstelligen Bereich zurückzuführen; doch habe diese Zahl im Frühjahr 2015 mit 330.000 für die vergangenen 12 Monate so hoch wie nie gelegen. „Deswegen blieb das Thema »Migration« ganz oben auf der Liste der Themen, die für das Referendum eine Rolle spielten.“ Für Tanja Börzel zeigt der Ausgang des Brexit-Referendums auch, dass sich mit Migration, ähnlich wie mit Globalisierungsängsten, nicht nur rechte Wähler mobilisieren lassen. Die Resonanz europaskeptischer und europafeindlicher Populisten unter Arbeitnehmern sowie bei Bewohnern ländlicher Räume und Kleinstädte, die die Konkurrenz um Niedriglohnjobs und preiswerten Wohnraum fürchteten, erschwere es den Regierungen der EU-Mitgliedsstaaten zunehmend, sich auf Entscheidungen zu einigen, die das europäische Gemeinschaftsinteresse über die jeweiligen nationalen Eigeninteressen stellten.
Als Konsequenz aus den jüngeren desintegrativen Tendenzen im Unionsgefüge und aus einer zunehmenden EU-Skepsis in der Bevölkerung von Mitgliedsstaaten kommen in der EU-Finalitätsdebatte diejenigen Stimmen stärker zum Tragen, die auf mehr Teilnahme und Anteilnahme der Unionsbürger im institutionellen Bereich und bei den Entscheidungsprozessen der Gemeinschaft setzen, die mehr „Europa von unten“ fördern wollen und die das Subsidiaritätsprinzip in der Praxis verankern möchten: weniger „Brüsseler Regulierungen“, die als fremdbestimmt wahrgenommen werden; mehr identitätsstiftende Entscheidungsspielräume für ein Europa der Regionen.

## Zielsetzungen unter dem Eindruck multipler Krisenerscheinungen

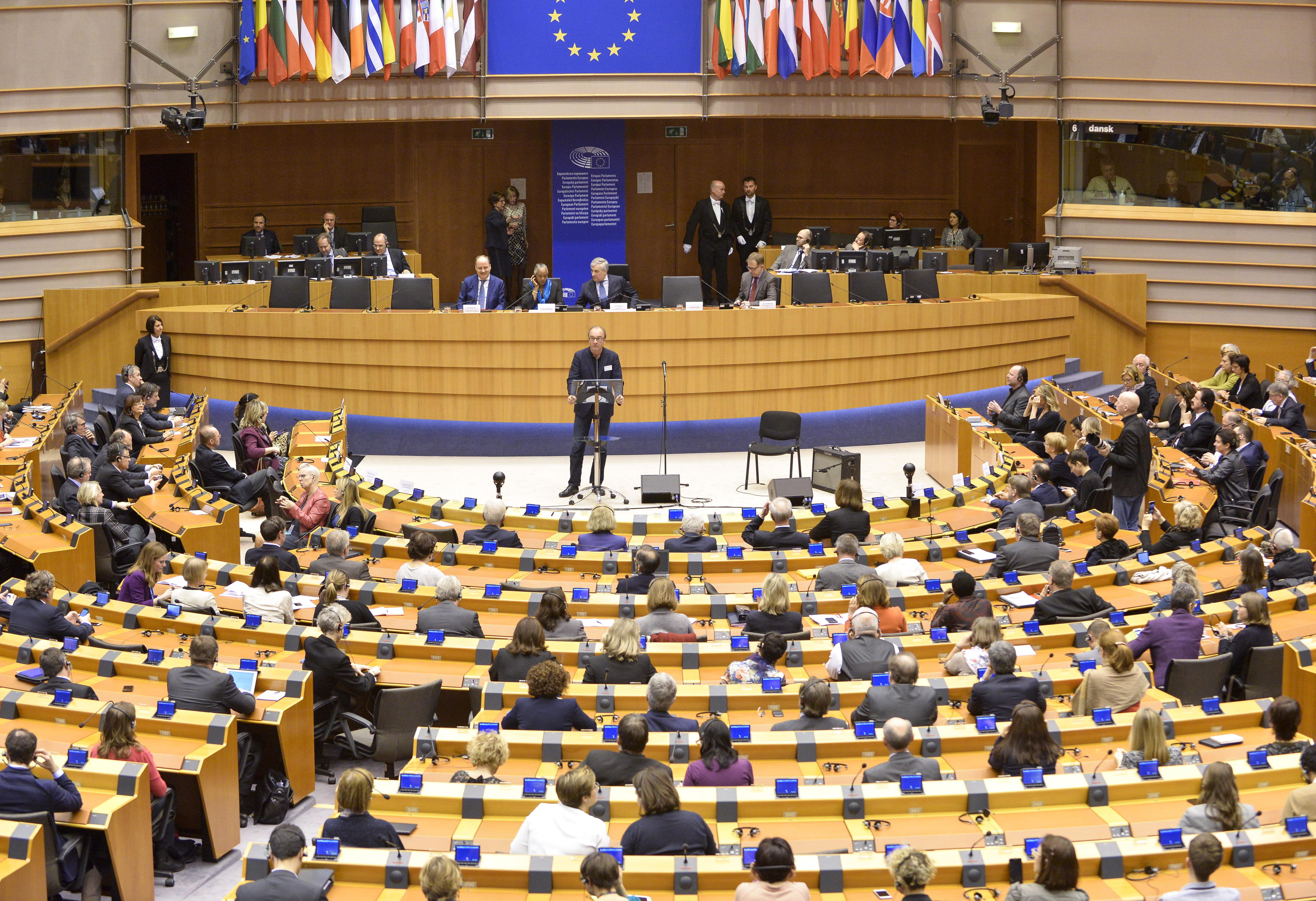
Menasse bei seiner Rede im Europäischen Parlament anlässlich des Festaktes zum 60. Jahrestag der Römischen Verträge

Für Jürgen Rüttgers darf es nach dem EU-Austritt Großbritanniens aber nicht allein darum gehen, einige europäische Zuständigkeiten an die Mitgliedsstaaten zurückzugeben. Denn gleichzeitig stehe in der Außen- und Sicherheitspolitik die Übertragung weiterer Souveränitätsrechte auf die Europäische Union an. „Notwendig ist vielmehr eine Reform der Grundlagen der EU: Das vereinte Europa braucht mehr Demokratie, mehr Transparenz, mehr Rechtsstaat, mehr Gewaltenteilung.“
Martin Schulz, der angesichts der „multiplen Krisen, denen wir uns gegenübersehen“, Re-Nationalisierung und Kleinstaaterei auf dem Vormarsch sieht, spricht sich für einen Aufbruch aus, „der Europa demokratischer macht und der gerechtere Politikergebnisse produziert.“ Es gehe darum, mehr Nähe zu schaffen und Distanzen zu überbrücken. „Ist nicht die Legitimität einer politischen Entscheidung dann am größten“, fragt Schulz, „wenn sie so nah wie möglich an den davon Betroffenen gefällt wurde?“ Daneben sei es aber ebenso nötig, der EU die Instrumente zu verschaffen, die sie bei der Bekämpfung des internationalen Terrorismus und der organisierten Kriminalität brauche, die sie zur Vollendung der Wirtschafts- und Währungsunion benötige, bei der Herstellung von Steuergerechtigkeit und bei der Bekämpfung von Steueroasen für Spekulanten sowie zur wirkungsvollen Durchsetzung europäischer Interessen in der Außenpolitik.
Für eine ebenso rasche wie weitreichende Umgestaltung der Europäischen Union plädieren Brendan Simms und Benjamin Zeeb bei ihrem Eintreten für eine unmittelbar anstehende Bildung der Vereinigten Staaten von Europa. Sie werben dabei für eine „angloamerikanische Lösung“ des EU-Finalitätsproblems und verweisen auf die von den Briten 1707 und von den Amerikanern 1787/88 geschaffenen Modelle von Staatenunionen. Von beiden Vorbildern ließe sich die Erkenntnis übernehmen, „dass nur gemeinsame Staatsanleihen, für die ein gemeinsames Parlament die Verantwortung trägt, den Staat auf ein solides finanzielles Fundament stellen und in die Lage versetzen können, seine Position in der Welt zu behaupten.“ Verabschieden müssten sich die Europäer hingegen von dem Patentrezept, dass der Prozess von allein irgendwann zum gewünschten Ergebnis führe. Stattdessen gelte es, sich einer Strategie zuzuwenden, „die mit einem Ereignis beginnt, auf das ein Prozess mit offenem Ende folgt.“
Als Merkmale eines vereinigten Eurozonen-Staates sehen Simms und Zeeb auf institutioneller Ebene eine von der Unionsbevölkerung gewählte Bürgerkammer, einen die Mitgliedsländer bzw. -regionen repräsentierenden Senat und einen direkt gewählten Präsidenten nach dem Muster der USA vor. In einem kurzen, von intensiven Debatten geprägten Zeitraum solle dieses Modell eingeführt werden, garantiert von externen Akteuren: den USA, dem Vereinigten Königreich und Kanada. Als Legitimationsbasis würden gleichzeitige Volksabstimmungen in allen Eurozonen-Mitgliedsstaaten gebraucht. „Diese neue Union wird sich in dem Augenblick konstituieren, in dem sich zwei oder mehr politische Einheiten für den Beitritt entscheiden.“
Ulrike Guérot und Robert Menasse sind in diesem Kontext die Initiatoren eines Projekts zum Aufbau einer dem europäischen Gemeinwesen der res publica verpflichteten Europäischen Republik. In ihrem „Manifest für die Begründung einer Europäischen Republik“ legen sie dar, warum durch ein nachnationales Europäisches Projekt, was im Übrigen bereits in den Römischen Verträgen in der Zeit des ersten Kommissionspräsidenten Walter Hallstein programmatisch verankert war, die transnationale Demokratie weiterentwickelt werden soll.
Raphael Bosson und Nicolai von Ondarza gehen davon aus, dass die EU sich in einer längeren kritischen Übergangsphase befindet.  Die Mitgliedsstaaten seien zwar nach wie vor „Herren der Verträge“. Die vielen Krisen- und Notfallentscheidungen seit 2010 deuten aber auf eine »Kompetenz-Kompetenz« der EU-Institutionen über die EU-Mitgliedsstaaten jenseits formeller Vertragsänderungen hin. Die EU befinde sich in einem ständigen Prozess der „konstitutionellen Neuordnung“, auch ohne dass es zu einem Konvent zur Änderung der EU-Verträge kommen müsse.

## Fünf Szenarien für die Zukunft der europäischen Gemeinschaft
EU-Kommissions-Präsident Juncker präsentierte im Frühjahr 2017 fünf Szenarien für die Zukunft der europäischen Gemeinschaft:
1. Szenario 1 – „Weiter so, wie bisher“ schrittweise Fortschritte in den aktuellen Politikfeldern Wirtschafts- und Finanzpolitik, Einwanderungspolitik und Verteidigungspolitik ermöglichen.
2. Szenario 2 –  Konzentration auf den „Schwerpunkt Binnenmarkt“, ohne eine weitere politische Integration zu verfolgen.
3. Szenario 3 – „Wer mehr will, tut mehr“, um als „Klub der Willigen“ in den Politikfeldern Währungspolitik, Sicherheits- und Verteidigungspolitik, sowie Sozialpolitik ein „Europa der verschiedenen Geschwindigkeiten“ zu ermöglichen.
4. Szenario 4 – „Weniger, aber effizienter“, indem der EU mehr Kompetenzen in den Politikfeldern Sicherheits- und Verteidigungspolitik, sowie Einwanderungspolitik eingeräumt wird. Rückzug aus den Politikfeldern Regionalförderung, Gesundheitspolitik, Beschäftigungspolitik und Sozialpolitik, die den einzelnen Mitgliedsstaaten überlassen bliebe.
5. Szenario 5 – „Viel mehr gemeinsam“ gestalten und koordinieren, vor allem in den Politikfeldern Finanz-, Steuer- und Sozialpolitik.